# تاریخچه نظریه مه‌بانگ

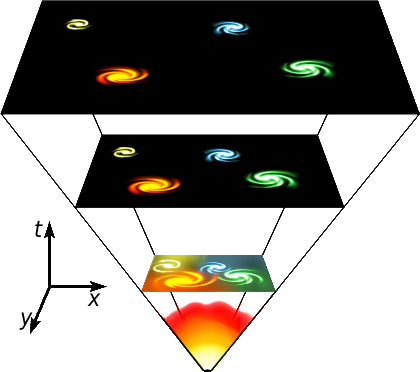
بر اساس مدل تشریحی مه‌بانگ، جهان از حالت بسیار متراکم و داغ منبسط شده و امروز نیز به انبساط خود ادامه می‌دهد. یک توضیح رایج شرح می‌دهد که فضا به خودی خود در حال انبساط است و کهکشان‌ها را با خود حمل می‌کند، مانند لکه‌هایی روی یک بالن در حال باد شدن. طرح گرافیکی بالا یک طرح ساده است که گسترش بخشی از یک جهان به شکل مسطح را نشان می‌دهد.

تاریخچه نظریه مه‌بانگ یا بیگ بنگ از طریق مشاهدات و ملاحظات نظری آغاز شد. بسیاری از تحقیقات نظری در کیهان‌شناسی، اکنون شامل گسترش و اصلاح مدل اصلی مه‌بانگ می‌باشند. این نظریه در اصل توسط ژرژ لومتر بلژیکی؛ کشیش کاتولیک، فیزیکدان نظری، ریاضیدان، ستاره‌شناس و پروفسور فیزیک رسمیت یافت. قانون انبساط کیهان هابل پشتوانه ای اساسی برای این نظریه بود.

## فلسفه و پایان گرایی قرون وسطا
در فلسفه قرون وسطی، بحث‌های زیادی بر سر این بود که آیا جهان متناهی است یا نامتناهی است (به متناهی‌گرایی زمانی رجوع کنید). ارسطو معتقد بود که جهان گذشته‌ای بی‌نهایت دارد، که باعث ایجاد مشکلاتی برای فیلسوفان مسلمان و یهودی شد که نمی‌توانستند تصور ارسطویی از ابدیت را با دیدگاه ابراهیمی و روایت آفرینش مطابق با آن را باهم تطبیق دهند. در نتیجه، انواع استدلال‌هایی برای جهان دارای گذشته متناهی توسط جان فیلوپونوس، کندی، سعادیا گائون، الغزالی و ایمانوئل کانت و افراد دیگر ارائه شد.
رابرت گروستست، خداشناس انگلیسی، در رساله ۱۲۲۵ خود یعنی De Luce (دربارهٔ نور)، ماهیت ماده و کیهان را بررسی کرد. او تولد جهان را در یک انفجار و تبلور ماده برای تشکیل ستاره‌ها و سیارات در مجموعه ای از کره‌های تو در تو در اطراف زمین توصیف کرد. De Luce اولین تلاش برای توصیف آسمان و زمین با استفاده از مجموعه ای از قوانین فیزیک می‌باشد.
در سال ۱۶۱۰، یوهانس کپلر از آسمان تاریک شب برای استدلال در مورد جهان محدود استفاده کرد. هفتاد و هفت سال بعد از او، آیزاک نیوتن حرکت در مقیاس بزرگ را برای سراسر جهان توصیف نمود.
توصیف جهانی که به صورت چرخه‌ای، منبسط و منقبض می‌شود برای اولین بار در شعری در سال ۱۷۹۱ توسط اراسموس داروین منتشر و مطرح شد. ادگار آلن پو در مقاله ۱۸۴۸ خود با عنوان Eureka: A Prose Poem سیستم چرخه ای مشابهی برای توصیف حرکت جهان ارائه کرد. بدیهی است که این اثر علمی نیست، اما پو، ضمن شروع با اصول متافیزیکی، سعی در توضیح جهان با استفاده از دانش فیزیکی و ذهنی و ایجاد ارتباط بین این دو را داشته است. در گذشته این اثر را علمی ارزیابی نمی‌کردند اما به تازگی بحث‌هایی دربارهٔ آن به وجود آمده است که به آن ارزش‌های علمی داده شود.

## تحولات علمی اوایل قرن بیستم
به‌طور نظری، در دهه ۱۹۱۰، وستو اسلیفر و بعدها، کارل ویلهلم ویرتز، مشخص کردند که بیشتر سحابی‌های مارپیچ (که اکنون به شکلی بهتر کهکشان‌های مارپیچی نامیده می‌شوند) درحال دور شدن از زمین هستند. اسلیفر از طیف‌سنجی برای بررسی چرخش سیارات و درک ترکیبات جو سیاره‌ها استفاده کرد و اولین کسی بود که سرعت شعاعی کهکشان‌ها را مشاهده و بررسی کرد. ویرتز یک انتقال منظم به سرخ سحابی‌ها را مشاهده کرد که تفسیر آن از نظر کیهان‌شناسی در آن زمان دشوار بود. آنها از پیامدهای کیهانی آگاه نبودند و نمی‌دانستند که سحابی‌های فرضی شان در واقع کهکشان‌هایی خارج از کهکشان راه شیری ما هستند.
همچنین در آن دهه، نظریه نسبیت عام آلبرت اینشتین که با توجه به فرضیات اساسی کیهان‌شناسی دربارهٔ زیربنای نظری مه‌بانگ توضیح داده شده بود، هیچ راه حل ایستایی برای کیهان‌شناسی نمی‌پذیرفت. جهان (یعنی متریک فضا-زمان) توسط یک تانسور متریک که در حال گسترش یا کوچک شدن بود (یعنی ثابت بود یا ثابت نبود) توصیف شد. این نتیجه که از ارزیابی معادلات میدان نظریه عمومی به دست آمده بود، ابتدا خود اینشتین را به این فکر واداشت که فرمول معادلات میدان مربوط به نظریه عمومی ممکن است اشتباه باشد و سعی کرد با افزودن یک ثابت کیهان‌شناسی به آن، این مشکل را تصحیح و تغییر دهد. اولین کسی که به‌طور جدی نسبیت عام را بدون ثابت کیهان‌شناسی به دست آورد، الکساندر فریدمان بود. فریدمان معادلات جهان در حال گسترش را با معادلات میدان نسبیت عام در سال ۱۹۲۲ به دست آورد. مقالات فریدمان در این باره در سال ۱۹۲۴ ارائه شد که توسط آکادمی علوم برلین در ۷ ژانویه ۱۹۲۴ منتشر شد. معادلات فریدمن، جهان فریدمان-لومتر-رابرتسون-واکر را توصیف کرد.
در سال ۱۹۲۷، فیزیکدان بلژیکی؛ ژرژ لومتر، مدلی در حال گسترش برای جهان پیشنهاد کرد و قانون هابل را محاسبه کرد. او نظریه خود را بر اساس فعالیت‌های اینشتین و دو سیتر استوار کرد و به‌طور مستقل معادلات فریدمان را برای جهان در حال انبساط استخراج و بازنویسی کرد.
در سال ۱۹۲۹، ادوین هابل تحقیقاتی جامع برپایه مشاهدات تجربی برای نظریه لماتر ارائه کرد. مشاهدات تجربی هابل کشف کرد که نسبت به زمین و سایر اجرام مشاهده شده، کهکشان‌ها در هر جهت با سرعت (محاسبه شده از طیف قرمز مشاهده شده آنها) متناسب با فاصله آنها از هم درحال حرکت هستند. در سال ۱۹۲۹، هابل و میلتون هوماسون قانون تجربی جدیدی را که امروزه به عنوان قانون هابل شناخته می‌شود، فرموله کردند که با حل معادلات نسبیت عام اینشتین برای یک شیء سازگار است. در سال ۱۹۲۹، ادوین هابل کشف کرد که بیشتر جهان در حال انبساط است و از هر چیز دیگری دور می‌شود. اگر همه چیز از همه چیز دور می‌شود، پس ذهن به این نتیجه می‌رسد که زمانی همه چیز به هم نزدیکتر بوده است. نتیجه منطقی این است که در نقطه‌ای، همه مواد از یک نقطه به عرض چند میلی‌متر آغاز شده‌اند و سپس به فضایی نامحدود منفجر شده‌اند. مواد حاصل از این انفجار آنقدر داغ بوده که صدها هزار سال قبل از تشکیل ماده فقط از انرژی خام تشکیل شده بوده‌اند. هر اتفاقی که می‌افتاد باید نیرویی غیرقابل درک را آزاد می‌کرد، زیرا جهان بعد از میلیاردها سال هنوز در حال انبساط است. این نظریه که او برای توضیح آنچه پیدا کرد ابداع کرد، نظریه مه‌بانگ (به انگلیسی: Big Bang) نامیده می‌شود.

## ۱۹۵۰ تا ۱۹۹۰

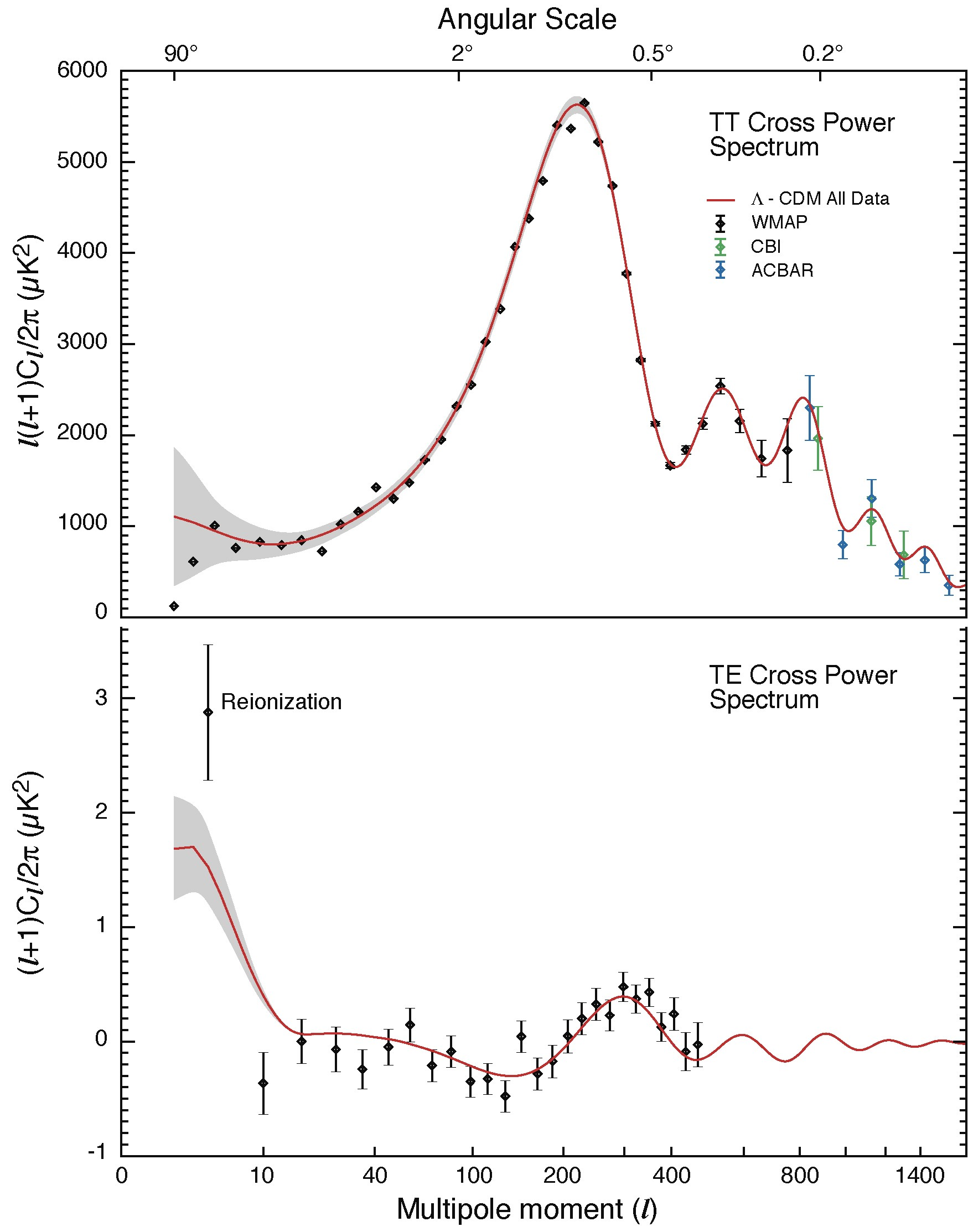
مقایسه پیش‌بینی‌های مدل استاندارد مه‌بانگ با اندازه‌گیری‌های تجربی.

در طول دهه‌های ۱۹۷۰ تا ۱۹۸۰، بیشتر کیهان‌شناسان مه‌بانگ را پذیرفتند، اما معماهای متعددی از جمله عدم کشف ناهمسان‌گردی‌ها در CMB و مشاهدات گاه به گاه که به انحراف از طیف جسم سیاه اشاره می‌کنند، بدون پاسخ باقی مانده بود؛ بنابراین این نظریه به‌طور کامل تأیید شده نبود.

## ۱۹۹۰ به بعد
پیشرفت‌های عظیمی در کیهان‌شناسی و پیشرفت نظریه مه‌بانگ در دهه ۱۹۹۰ تا اوایل قرن بیست و یکم، در نتیجه پیشرفت‌های عمده در فناوری تلسکوپ و استفاده از داده‌های ماهواره ای، مانند کاوشگر زمینه کیهان، تلسکوپ فضایی هابل و کاوشگر ناهمسان‌گرد ریزموجی ویلکینسون صورت گرفت.
در سال ۱۹۹۰، اندازه‌گیری‌های ماهواره COBE نشان داد که طیف CMB با یک جسم سیاه، ۲٫۷۲۵ کلوین، با دقت بسیار بالا مطابقت دارد و ثابت است. این انحرافات طیفی از ۲ قسمت در ۱۰۰۰۰۰ بیشتر نمی‌شد. این نشان داد که ادعاهای قبلی دربارهٔ انحرافات طیفی نادرست بوده و اساساً ثابت کرد که جهان در گذشته گرم و متراکم بوده است، زیرا هیچ مکانیسم شناخته شده دیگری نمی‌تواند جسم سیاهی را با این دقت بالا ایجاد کند. مشاهدات بیشتر از COBE در سال ۱۹۹۲ ناهمسانگردی‌های بسیار کوچک CMB را در مقیاس‌های بزرگ کشف کرد، تقریباً همان‌طور که با کمک مدل‌های مه‌بانگ با ماده تاریک پیش‌بینی شده بود. از آن زمان به بعد، مدل‌های کیهان‌شناسی غیراستاندارد در مجلات اصلی مربوط به نجوم بسیار نادر شدند.
در سال ۱۹۹۸، اندازه‌گیری‌های ابرنواخترهای دوردست نشان داد که انبساط جهان در حال شتاب گرفتن است و این مشاهدات توسط تحقیقات دیگر از جمله مشاهدات CMB پشتیبانی و تأیید شد.
از سال ۲۰۰۱ تا ۲۰۱۰، فضاپیمای کاوشگر ناهمسان‌گرد ریزموجی ویلکینسون ناسا با استفاده از تشعشعات پس زمینه مایکروویو کیهانی، تصاویر بسیار دقیقی از کیهان گرفت. این تصاویر را می‌توان به گونه ای تفسیر کرد که جهان ۱۳٫۷ میلیارد سال سن دارد (با یک درصد خطا) و مدل لامبدا-سی دی ام و نظریه تورم درست هستند. هیچ نظریه کیهان‌شناسی دیگری هنوز نمی‌تواند چنین طیف وسیعی از پارامترهای مشاهده‌شده را توضیح دهد، پارامترهایی اساسی همچون نسبت فراوانی عنصر در جهان اولیه، هسته‌های فعال کهکشانی در جهان اولیه، اصول جهان قابل مشاهده، ساختار پس‌زمینه مایکروویو کیهانی و …
در سال‌های ۲۰۱۳ و ۲۰۱۵، فضاپیمای پلانک ESA تصاویری، حتی دقیق‌تر از تصاویر فضاپیمای WMAP منتشر کرد که نشان‌دهنده سازگاری بیشتر با مدل لامبدا-سی دی ام با دقت بالاتر بود.
بسیاری از فعالیت‌های کنونی در کیهان‌شناسی، درک چگونگی شکل‌گیری کهکشان‌ها با همسانی آن با مه‌بانگ، درک آنچه در زمان‌های اولیه پس از مه‌بانگ رخ داده است و تطبیق مشاهدات با نظریه اصلی است. کیهان شناسان محاسبه بسیاری از پارامترهای مربوط به مه‌بانگ را تا سطح جدیدی از دقت ادامه می‌دهند و مشاهدات دقیق تری را انجام می‌دهند با این امید که سرنخ‌هایی از ماهیت انرژی تاریک و ماده تاریک به دست آورند و نظریه نسبیت عام را بر روی آن آزمایش کنند.

## برای مطالعهٔ بیشتر
- Kragh, Helge (1999). کیهان‌شناسی و مناقشه: توسعه تاریخی دو نظریه جهان. انتشارات دانشگاه پرینستون. ISBN 978-0-691-00546-1.